# SCFD1
SCFD1‏ (Sec1 family domain containing 1) هوَ بروتين يُشَفر بواسطة جين SCFD1 في الإنسان.

## التفاعل
لقد ثبت أن SCFD1 يتفاعل مع USO1.